# Africana (cràter)
Africana és un cràter de 25.43 km. de diàmetre sobre la superfície de (4) Vesta. S'hi troba amb coordenades planetocèntriques de latitud més septentrional 71.53 ° i de longitud més a l'est de 353,86° El nom va ser adoptat per la UAI com a oficial el cinc de febrer de 2014 i fa referència a Cornèlia Africana la Menor, una patrícia romana a qui si recorda com a exemple prototípic d'una dona romana virtuosa.